# عمر أسد
عمر أسد (بالإسبانية: Omar Asad)‏ (9 أبريل 1971 ببوينس آيرس في الأرجنتين - ) هو مدرب كرة قدم ولاعب كرة قدم أرجنتيني في مركز الوسط. شارك مع منتخب الأرجنتين لكرة القدم. أما مع النوادي، فقد لعب مع فيليز سارسفيلد.

## مسيرته الكروية
لعب عمر أسد خلال مسيرته الاحترافية مع نادِ واحدٍ في ثمانية مواسم وسجل خلالها 23 هدفًا ضمن 110 مباراة. ولم يفز بأي موسم بالكأس وفاز في ثلاثة مواسم بالدوري.
خاض عمر أسد مسيرته مع نادي فيليز سارسفيلد في موسم 1992–93 ليلعب معه ثمانية مواسم، مشاركًا في 110 مباراة سجل خلالها 23 هدفًا.

## وصلات خارجية
- عمر أسد على موقع الاتحاد الأوربي (الإنجليزية)
- عمر أسد على موقع قاعدة بيانات كرة القدم.إي يو (الإنجليزية)
- عمر أسد على موقع ناشيونال فوتبول تيمز (الإنجليزية)
- عمر أسد على موقع Soccerway.com (الإنجليزية)
- عمر أسد على موقع عالم كرة القدم.نت (الإنجليزية)